# Mike Mazurki
Mike Mazurki, właśc. Markijan (Mychajlo) Mazurkiewicz (ur. 25 grudnia 1907, zm. 9 grudnia 1990) – amerykański aktor i wrestler ukraińskiego pochodzenia.

## Życiorys
Mike Mazurki urodził się w Kupczyńcach – niedużej wsi na terytorium obecnej Ukrainy (ówcześnie Austro-Węgry) w rodzinie greko-katolików Juliusza i Anny Mazurkiewicz. Ponieważ ziemie te należały pierwotnie do Rzeczypospolitej i przesiąknięte były polskim żywiołem, najprawdopodobniej temu jego rodzina zawdzięczała polskie nazwisko. W wieku 4 lat wraz z rodzicami wyemigrował do USA. Ukończył studia licencjackie w Manhattan College oraz prawo na Uniwersytecie Fordham. W okresie studiów uczęszczał do uczelnianego kółka dramatycznego oraz zajmował się sportem, do którego predysponowały go świetne warunki fizyczne (196 cm. wzrostu). Uprawiał zapasy klasyczne, koszykówkę i futbol amerykański. Zyskał dość dużą popularność jako zawodnik wrestlingu, w którym (jak sam wspominał po latach) mógł zarobić o wiele więcej niż jako adwokat. Jego debiut aktorski miał miejsce w połowie lat 30. – były to jednak epizody bez nazwiska wymienionego w czołówce. Na początku lat 40. za sprawą filmu Kasyno w Szanghaju Josefa von Sternberga zwrócił na siebie uwagę producentów filmowych z Hollywood. W swojej ponad 50-letniej karierze aktorskiej przyszło mu grać zarówno w tanich produkcjach jak i filmach uznawanych obecnie za "klasyki" kina (chociaż tych pierwszych było o wiele więcej niż tych drugich). Pomimo że większość z tych produkcji to obecnie filmy już zupełnie zapomniane, zdarzało mu się partnerować wielkim gwiazdom światowego kina w obrazach uznanych twórców filmowych. Wystąpił w ponad 150 filmach i serialach TV, był gościem wielu znanych telewizyjnych show. Były to jednak wyłącznie role drugoplanowe lub epizodyczne, bazujące na jego umiejętnościach sportowych i predyspozycjach fizycznych. Tylko raz, w 1975 roku, zagrał główną rolę – w filmie W imię wolności wcielił się w postać ściganego trapera. Obraz ten przeszedł jednak przez ekrany kin praktycznie niezauważony. Jego filmowe postacie to na ogół "źli faceci" (lub co najmniej niesympatyczni) i "twardziele", dość łatwo kreowane w różnych gatunkach filmowych (kryminałach, komediach, dramatach, filmach przygodowych, filmach wojennych, filmach familijnych, horrorach). W 1984 roku pojawił się w teledysku piosenki Infatuation Roda Stewarta (prywatny detektyw). Z wiekiem grał coraz mniej, jednak pozostał aktywny zawodowo niemal do samej śmierci. Premiera ostatniego filmu z jego udziałem – niskobudżetowej komedii pt. Mob Boss odbyła na dwa miesiące przed jego śmiercią. Zmarł w Adventist Medical Center w Glendale po kilkuletniej chorobie serca.
W 1965 został współzałożycielem i pierwszym prezesem CAC ("Cauliflower Alley Club") non-profitowej organizacji promującej wrestling i boks w Ameryce Północnej.

## Filmografia
- 1934 – Piękność lat dziewięćdziesiątych (wielbiciel z publiczności w Nowym Orleanie)
- 1935 – Czarna furia (aplikujący do służb ochrony)
- 1941 – Kasyno w Szanghaju (kulis)
- 1942 – Księżyc i miedziak (Twardy Bill)
- 1942 – Za wschodzącym słońcem (japoński karateka)
- 1944 – Księżniczka i Pirat (pirat)
- 1944 – Żegnaj, laleczko (Moose Malloy)
- 1944 – Duch Canterville (Metropolus)
- 1945 – Abbott i Costello w Hollywood (Klondike Pete)
- 1945 – Dakota (Bigtree Collins)
- 1945 – Dick Tracy (Alexis "Splitface" Banning)
- 1947 – Sindbad Żeglarz (Jusuf)
- 1947 – Samotny spacer (Dan)
- 1949 – Córka Neptuna (Mac Mozolla)
- 1949 – Bicz z piasku (strażnik)
- 1949 – Przyjdź do stajni (Sam)
- 1949 – Samson i Dalila (dowódca Filistynów)
- 1950 – Noc i miasto ("Dusiciel")
- 1950 – Mroczne miasto (Sidney Winant)
- 1951 – Szpieg z przypadku (Monkara)
- 1954 – Egipcjanin Sinuhe (nadzorca Domu Śmierci)
- 1955 – Davy Crockett, król pogranicza (Bigfoot Mason)
- 1955 – Chiński szlak (Wielki Chan)
- 1956 – W 80 dni dookoła świata (pijak w Hong Kongu)
- 1956 – Komancze (Płaskie Usta)
- 1958 – Korsarz (Tarsus)
- 1959 – Pół żartem, pół serio (człowiek "Spatsa")
- 1959 – Bonanza (Big Guy)
- 1959, 1962 – Nietykalni (Frankie Marlowe, Moose Tobin)
- 1961 – Arystokracja podziemi (Big Mike)
- 1961 – Koń, który mówi (Beppol)
- 1963 – Ten szalony, szalony świat (górnik)
- 1963 – Rafa Donovana (sierż. Menkowicz)
- 1963 – Czworo z Teksasu (Chad)
- 1964 – Jesień Czejenów (sierż. Wichowski)
- 1964 – The Munsters (Leo "Knuckles" Kraus)
- 1966 – Siedem kobiet (Tunga Khan)
- 1966 – Batman (Allegro)
- 1966 – Wyspa Gilligana (Igor)
- 1968, 1969 – Bonanza (Big Man, Big Jack)
- 1967 – I Dream of Jeannie (Girard)
- 1968 – The Beverly Hillbillies (ojciec Strong Girl)
- 1970 – Przepraszam, którędy na front? (Rockey)
- 1970 – Adam-12 (Claude Terry)
- 1971 – Gunsmoke (Whale)
- 1971 – Mannix (Kony)
- 1973 – Kung Fu (Hannibal)
- 1975 – W imię wolności (traper)
- 1976 – Won Ton Ton-pies, który ocalił Hollywood (strażnik w studio filmowym)
- 1978 – The Magic of Lassie (Apollo)
- 1978 – Aniołki Charliego (Robbins)
- 1980 – Aligator (ochroniarz na bramie)
- 1987 – Amazonki z Księżyca (Dutch)
- 1990 – Dick Tracy (stary człowiek w hotelu)

## Życie prywatne[4]
- Jeannette Briggs (1921-2010) – żona; dwie córki: Mannette Ann (1947-2003) i Michelle Louise (1948-2019).
- Sylvia Adelaide Weinblatt (1916-1987) – żona

Prochy Mike Mazurkiego, dwóch jego żon i obydwóch córek spoczywają na cmentarzu Forest Lawn Memorial Park w Glendale.